# Arturo Capdevila

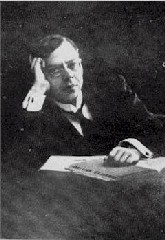
Arturo Capdevila

Arturo Capdevila (* 14. März 1889 in Córdoba, Provinz Córdoba; † 20. Dezember 1967 in Buenos Aires) war ein argentinischer Dozent, Jurist und Schriftsteller. 
Capdevila studierte an der Universidad Nacional de Córdoba und konnte dieses Studium  1913 mit seiner Promotion zum Dr. jur. erfolgreich abschließen. Anschließend wirkte er für einige Zeit als Rechtsanwalt. Später nahm er einen Ruf an die Universidad Nacional de La Plata an und wirkte dort bis 1947 als „Prof. für argentinische Literatur“.  
Er war Mitglied der Academia Argentina de Letras und der Academia Nacional de Historia. 1948 wurde er mit dem Gran Premio de Honor de la SADE ausgezeichnet.

## Werke (Auswahl)
Lyrik
- La fiesta del mundo. 1921.
- Jardines solos. 1911.
- El libro de lla noche. 1917.
- El libro del bosque. 1948.
- Melpómene. 1912.
- El poema de Nenúfar. 1915.
- Los romances argentinos. 1950.

Theaterstücke
- El amor de Schahrazada. 1918.
- La casa de los fantasmas. 1926.
- Consumación de Sigmund Freud. 1946.
- Cuando el vals y los lanceros. 1937.
- El divino Marqués. 1930 (beschäftigt sich mit Donatien Alphonse François de Sade).
- El jardín de Eva.
- Zicalí. 1927 (beschäftigt sich mit dem Komponisten Felipe Boero).

Sachbücher
- Alfonsina. Época, dolor y obra de la poetisa Alfonsina Storni. 1948.
- Historia de Dorrego. 1949.
- Las invasiones inglesas. 1938.
- Lugones. Aguilar, Buenos Aires 1973.
- Nueva imagen de Juan Manuel de Rosas. 1945.
- Remedios de Escalada.
- Rubén Darío. Un „bardo rei“. 1946.

Übersetzungen
- El Popol Vuh.